# 함창 전투
함창 전투는 한국 전쟁 초중기 백선엽 준장이 이끄는 제1사단이 유재흥 준장이 이끄는 제2군단의 일부로서 7월 26일 ~ 7월 31일까지 경북 상주시 함창읍에서 최광 소장이 이끄는 북한군 제1사단 및 최용진 소장이 이끄는 제13사단을 물리쳐, 김종오 대령이 이끄는 제6사단의 지연전을 용이하게 하는 한편, 월턴 워커 중장이 이끄는 미 제8군의 낙동강선 방어진지 형성을 유리하게 한 전투이다.
제1사단은 전투에 임하기에 앞서 육본작명 7월 20일 제57호에 의거 광원에서 안동으로 전진 중 화령장에서 김희준 중령이 이끄는 제17연대로부터 진지를 인수하고, 박성철 소장이 이끄는 북한군 제15사단과 대전케 되었는데, 다시 7월 24일 육본작명 제67호를 받고 7월 25일 동 작전지역을 미 제25사단 예하의 허튼 V. 화이트(Horton V. White) 대령이 이끄는 제24연대에 인계함과 동시에 상주를 경유해 함창으로 급거하여 제6사단을 동원하였다.

## 배경
제1사단장 백선엽 대령은 7월 25일 06:00에 백령장 방어 임무를 미 제25사단 예하의 허트 V. 화이트(Horton V. White) 대령이 이끄는 제24연대에게 인계하고 함창으로 이동 중 상주에서 국방장관 신성모와 총참모장 정일권 소장으로부터 준장으로 승진발령장을 받음과 동시에 준장 계급장이 수여되었다.
그리하여 제1사단은 12:00 함창군에 도착하였는데, 국일명 육본 제20호에 의하여 통합키로 된 김동빈 중령이 이끄는 제5연대와 박기병 대령이 이끄는 제20연대를 동 지역에서 만나고, 당일로 제5연대를 제11연대에, 제20연대를 제12연대에 각각 통합 재편케 하여 유재흥 준장이 이끄는 제2군단의 우익으로서 김종오 대령이 이끄는 제6사단의 전면을 위협하는 북한군의 전면을 위협하는 적의 후방차단 임무를 수행케 되었다.
제1사단은 이를 위하여 제11연대를 금룡리(함창 동북쪽 4km)로 제12연대를 막곡리(금룡리 북쪽 4km)로 각각 이동시켜 공격 준비를 서둘게 하였는데, 이때 최영희 대령이 이끄는 제13연대는 제5연대가 제 11연대와 통합하기에 앞서 배치되었던 검안리(함창 서쪽 5km)에 전개 시켜 군단의 서측방 방어 임무를 수행케 하였던 것이다.
7월 27일 06:00 동 사단은 제11연대를 우일선, 제12연대를 좌일선으로 하여 영강 동측방대에서 문경 탈환을 목적으로 공격하여 제11연대는 부운령(692고지-금룡리 북쪽 12km)을 거쳐 11:00에 외어리(부운령 서쪽 4km)에 이르고, 제12연대는 오정산(870고지-막곡리 북서쪽 5km)을 거쳐 10:00에 오천리(810 고지 북서서쪽 1km) 에 이르렀으나, 이때부터 북한군의 집중 포화를 받게 되어 각 연대의 진출이 막히고 말았다.
이 무렵 제6사단은 이희권 중령이 이끄는 제1연대와 105mm M-2 곡사포로 장비된 박영식 소령이 이끄는 제3포병대대의 부원으로 북한군을 오봉(함창 북서쪽 8km)과 작악산(함창 서북쪽 9km) 산에서 조지하고 있었으며 미 제25사단 예하의 155mm 및 105mm(M-2) 포병 대대들도 점촌-함창 간에 포진하여 제 6사단 정면을 지원하고, UN공군도 간단없는 폭격을 가하여 북한군의 기동에 제동을 가하고 있었다.
이러한 까닭에 북한군은 정면 돌파를 시도하는 외에 일부 병력으로써 국군의 후방교란을 기도하게 되었던 것으로 판단되었는데, 그 조짐으로써 이날 일모 경에 왕릉리(문경 남서쪽 13km)-농암리(왕릉 남서쪽 7km)에서 피난민들이 제13연대 진전으로 쇄도하는 것을 보아서도 능히 헤아릴 수 있었다.
이러한 북한군의 움직임을 간파한 제1군단장 유재호 준장은 군단 서측방에 대한 방어태세가 허술함을 확인하고 이 정면의 보강을 결심하기에 이르렀으며, 비교적 북한군과의 접촉이 경미한 군단 우 익의 제 1사단을 좌익으로 전환키로 하고, 23:00에 동 사단에 명령하여 이를 시행케 하였다.
이때에 제1사단의 병력은 제5, 제20연대의 통합으로 7133명에 달하였으며, 공석중인 지휘관도 충당되어 지휘체제의 확립을 보게 되었다. 그리고 이 무렵부터 보급지원 체제도 점차 정상화되어 M-1 소총을 비롯한 각종 장비의 보충보급도 이루어져서 어느 때보다 사기가 왕성하였다.

### 작전계획
제1사단장 백선엽 준장은 군단장 유재흥 준장으로부터 『귀 사단은 문경 공격을 중단하고 함창으로 철수하여 군단 서측방 방호 임무를 수행하라.』는 명을 수령받았다.
그러나 이때 좌1선의 제12연대가 신현리(810고지 서쪽 2.5km)-295고지(신현리 남쪽 1.5km) 일대에서 북한군 후속 부대를 견제하고 있었기 때문에, 당장에 철수시키기는 곤란할 것으로 보고 제6사단장 김종오 대령과 협의 하에 동 연대를 해 지역에 계속 잔치시켜 동 사단의 작전 통제하에 들게 하는 대신, 동 사단 제19연대의 1개 대대를 배속 받기로 하여 군단장의 승인을 받게 되었다.

## 전투 과정

### 7월 28일
제1사단이 군단의 좌익으로서 군단의 서측방을 방어케 된 것은 이날 06:00부터이나, 제13연대가 함창에 도착하는 즉시로 이 지역을 제5연대로부터 인수하여 예하 대대를 전개 시키고 있었기 때문에 생소한 곳이 아니었으며 이 방면이 적정 또한 동 연대로부터 보고 받고 있었다.
사단 정보 참모 최혁기 소령이 지금까지 알려진 적정을 사단장에게 보고한 내용에, 『적은 아 후방지대의 교란을 목적으로 지난 밤부터 장갑차를 동반한 연대규모의 병력을 977번 도로를 따라 침투시켰으며, 이들이 주막동(함창 서쪽 15km)에 이르러서 1대를 992번 도로를 따라 아천(함창 서쪽 8km)쪽으로 직행케 하고, 다음 1대로서는 무명도로를 따라 동막리(함창 남서쪽 7km)쪽으로 침습하고 있다.』라고 하였다.
최혁기 소령은 북한군이 이와 같은 우회기동을 하게 된 까닭을 『아군의 저항이 완강하였던 까닭에 정면 돌관이 어려울 것으로 보았을 것이고, 또한 이 무렵 함창 서측에 전개 되었던 미 제25사단 예하의 부대들이 타처로 전진하고 이 지역의 아군배치가 희박한 것을 알아차린 때문일 것이다.』라고 풀이하면서, 그들이 곧 진전에 도달할 거리에 있음을 강조하고 제11연대의 진지 점령을 촉구하였다.
제13연대장 최영희 대령은 함창에 도착한 7월 26일 15:00에 제5연대장 김동빈 중령으로부터 진지를 인수하여 992번 국도를 중심으로 김진위 소령이 이끄는 제1대대를 366고지(함창 서쪽 6km)에, 안광영 소령이 이끄는 제2대대를 212고지(366고지 남쪽 2km)에 각각 전개하고 최병순 소령이 이끄는 제3대대를 구릉리(함창 서쪽 3km)에 공치시켜 예비로 하였는데, 7월 27일 석양에 왕릉리(함창 북서쪽 12km)와 가은리(왕릉리 남쪽 1km) 부근의 주민이 진전으로 몰려와서 말하기를 『북한군이 우리 마을에 집결하고 있는데, 그들은 이날 밤으로 이 도로를 따라 남침할 것으로 보인다.』고 북한군의 동정을 제보한데 이어서, 진전에서 정찰활동을 하고 있던 연대 정찰대로부터 『22:00에 장갑차를 동반한 1개 연대 규모의 북한군이 주막동(함창 서쪽 12km)에서 두 대로 나누어 한 대는 992번 도로를 따라 오천리 쪽으로, 다른 한 대는 주막동에서 무명도로를 따라 동진하고 있다.』고 보고 하였는데, 이 무명도로는 주막동-동막리(함창 남서쪽 7km)를 거쳐 3번 도로에 접속되어 함창이나 상주로 갈 수 있는 도로이다.
제13연대장 최영희 대령이 제 5연대장 김동빈 중령으로부터 진지를 인수할 때 지형을 살펴 본 바, 992번 도로 북쪽 336고지이고 그 남쪽은 212고지이나, 212고지 서측에 폭 500m 길이 2km의 경돌 저수지(일명, 아천 저수지)가 북-남으로 가로지르고, 동 저수지의 남쪽 수문에 잇달아 있는 이안천은 수폭 50~80m, 수심 150cm로서 동막리에서 4km를 북류하여 동 저수지의 수문이 있는 부위에서 동류하여 낙동강으로 주입하고 있어서 아천리-동막리문의 6km는 천연의 요새와도 같았기 때문에 992번 도로의 사수에만 중점을 둔 배치를 하였다.
그런데 정찰대로부터 『적이 주막동에서 2대로 분진하고 있다.』는 보고를 받고, 즉시로 제3대대를 국사봉으로 급거케 하여 중촌리(국사봉 서쪽 2km)-동막리문의 도하지점을 봉쇄케 하고 동시에 제1, 2대대에 대하여도 북한군의 침습 상황을 통보하여 경각심을 불러일으키게 하였다.

### 7월 29일
3번 국도와 조봉(새봉)에 주력을 집중시키던 북한군이 국군의 집중적인 포화로 인하여 정면 돌파가 어려울 것으로 판단하였음인지, 전날 제13사단 21연대가 군단 서측방에서 침습을 시도한데 이어서 같은 날 석양 때부터는 제1사단 예하의 황석 대좌가 이끄는 제1연대과 김양춘 대좌가 이끄는 제2연대가 북한군의 서측전선인 제1사단 정면에서 발견 할 수 있었던 것으로 보아 북한군의 작전계획상에 변화가 일고 있음을 암시하는 듯하였다.
이에 대비하여 제1사단장 백선엽 준장은 지난 밤 제6사단에서 복귀한 제12연대를 제13연대와 11연대의 공동 지역인 992번 도로와 이안천문에 전개 시켜 이 정면의 방어태세를 강화케 하였다.
제13연대는 전날 992번 도로를 따라 침습을 기도한 북한군 제 13사단 예하의 이승준 대좌가 이끄는 제21연대를 물리치고, 제1대대를 428고지(366고지 북쪽 2km)로, 제2대대를 366고지(일명 덥재산)로 각각 추진시켜 진지를 편성케 하는 한편, 제11연대에 배속시킨 바 있는 제3대대를 181고지(366고지 동쪽 2km)로 이동시켜 적습에 대비케 하였는데, 이때까지 3번 도로상에 주축을 두고 제6사단 정면으로 침습한 최광 소장이 이끄는 북한군 제1사단 예하의 제 1연대와 제 2연대가 760고지(428고지 서쪽 3km)와 장암리(366고지 서쪽 5km)쪽으로 우회하여 궤주한 제 21연대의 패잔병과 합세하고 지난 밤 한차례 야습을 자행 한데 이어 이날 여명을 기하여 또 한 차례 연대 전면을 엄습하였다.
제12연대는 전날 제6사단의 작전통제에서 해제 되어 같은 날 23:00 소암리로 철수하여 부대 정비를 하게 되었는데, 이날 04:00 사단장 백선엽 준장의 긴급 명령에 따라 경돌 저수지 동측지대를 점령케 되었다.
이에 따라 연대장 박기병 대령은 7월 27일 원동 부근의 영강 도하 작전시 손실이 컸던 제1대대를 집결지에 잔치시켜 부연대장 김묵곤 중령의 관장 하에 재편케 하고, 조성래 소령이 이끄는 제2대대와 이무중 소령이 이끄는 제3대대를 경돌 저수지 동측으로 전진시켜, 제2대대는 212고지의 북쪽에, 제3대대를 그 남쪽에 각각 전개케 하였는데, 이때 제13연대는 북한군 제1사단 예하의 제2연대와 총격과 포격을 교환하고 있었다.
동 연대 작전지역의 정면에는 경돌 저수지가 가로 놓여 있고, 992번 도로의 북 쪽은 제13연대가 그리고 이안천 남쪽은 제 11연대가 각각 전개하고 있어서 북한군이 침습하기 곤란한 곳이기는 하나, 992번 도로 및 212고지의 남단부와 접속된 경돌 저수지의 수문부분을 보강하기 위 한 조처로서 동 연대가 이 지역으로 급거케 된 것이다.
그런데 제 13연대가 북한군의 여명 침공을 잘 막았기 때문에 적영을 볼 수 없게 되었으나, 연대장 박기병 대령은 그들의 일부는 992번 도로의 남쪽 숲속에 은신하여 흩어진 병원을 수습하면서 재기를 도모하고 있을 것으로 판단하고, 제2, 3 대대장에게 『1개 중대씩 진전으로 추진시켜 경계 진지를 설치케 하고 아울러 적정을 탐색보고 하라.』고 명령하였다.

## 결과 및 영향
제1사단은 함창군에서 제2군단의 우익으로서 군단 후방지역으로 침습하려는 북한군 제13 및 1사단을 차례로 물리치고 전세를 호전케 하였으나, 이무렵 전반적인 전세는 국군에게 불리하게 전개되고 있었다.
이러한 까닭으로 제8군 사령관 월턴 워커 중장은 낙동강선의 최후의 보루로써 결전할 것을 결의하게 되었고, 나아가서는 공세이동을 위한 시간을 얻기 위하여, 그 의 작전통제하에 있는 한미양군을 8월 1일을 기하여 현 저지선에서 철수시켜 낙동강선상에 새로운 방어진지를 점령케 하였던 것이다.
위와 같은 조치에 따라 제1사단장 백선엽 준장은 7월 31일 우인접한 제6사단의 철수를 엄호하는 일방 같은 날 적과의 접촉이 경미한 제12연대로 하여금 사단의 도하지점과 도하 장비를 확보하도록 낙동리(상주 동쪽 13km)로 선발시키고, 주력은 8월 1일 야음을 이용 함창을 철수케 하였는데, 상주 부근에서 미 제25사단 예하 부대로부터 한 차례의 신문이 있었을 뿐 8월 3일 낙동강을 도하완료 할 때까지 적으로부터 아무런 방해도 받지 않았다.
그리하여 동 사단은 제2군단의 좌익으로서 낙정리(상주 남동쪽 15km)-왜관문 북-남으로 제12, 11, 13연대순으로 전개 시키고, 동 사단의 우측은 제6사단이, 좌측은 미 제1기갑 사단이 각각 인접하게 되어 개전이후 처음으로 협조 된 방어진지를 편성케 되었다.